# Trostan (berg)
Trostan är ett berg i Storbritannien.   Det ligger i riksdelen Nordirland, i den västra delen av landet, 500 km nordväst om huvudstaden London. Toppen på Trostan är 551 meter över havet. Trostan ingår i Sallagh Braes.
Terrängen runt Trostan är huvudsakligen lite kuperad. Trostan är den högsta punkten i trakten. Runt Trostan är det glesbefolkat, med 16 invånare per kvadratkilometer. Närmaste större samhälle är Ballycastle, 17,8 km norr om Trostan. Trakten runt Trostan består i huvudsak av gräsmarker.